# Zuchongzhi
Zuchongzhi est une série d'ordinateurs quantiques supraconducteurs prototypes conçus par une équipe de l'Université de sciences et technologie de Chine (USTC) dirigée par Pan Jianwei et Lu Chaoyang à Hefei. L'ordinateur est nommé d’après l'astronome et mathématicien classique Zu Chongzhi.

## Zuchongzhi 1
Zuchongzhi a été officiellement inauguré le 8 mai 2020. L'ordinateur a manipulé 62 qubits supraconducteurs et était alors le prototype d'ordinateur quantique manipulant le plus grand nombre de qubits supraconducteurs au monde.

## Zuchongzhi 2
Le 26 octobre 2021, l'équipe de Pan Jianwei et l'Institut de physique technique de Shanghai de l'Académie chinoise des sciences ont développé le Zuchongzhi 2 qui manipule 66 qubits. Selon ses concepteurs, Zuchongzhi 2 serait 10 millions de fois plus rapide que le Sycamore de Google de 55 qubits,, permettant ainsi à la Chine d'affirmer atteindre la suprématie quantique.